# Marit Söderström
Marit Söderström (Västerås, 25 de outubro de 1962) é uma velejadora sueca, bicampeã mundial da classe Laser Radial.

## Carreira
Marit Söderström representou seu país nos Jogos Olímpicos de 1988, no qual conquistou uma medalha de prata na classe 470. 